# Adelanthaceae
Adelanthaceae — родина печіночників порядку юнгерманіальних (Jungermanniales).
Роди:
- Adelanthus  Mitt. — 11 видів
- Cuspidatula  Steph. — 7 видів
- Denotarisia  Grolle — 1 вид
- Jamesoniella  (Spruce) Carrington — 19 видів
- Nothostrepta  R.M.Schust. — 2 види
- Pisanoa  Hässel — 1 вид
- Protosyzygiella  (Inoue) R.M.Schust. — 1 вид
- Pseudomarsupidium  Herzog — 5 видів
- Syzygiella  Spruce — 56 видів
- Vanaea  (Inoue & Gradst.) Inoue & Gradst. — 1 вид
- Wettsteinia  Schiffn. — 4 види